# Sordes pilosus
Sordes (il cui nome significa "sporcizia" o "feccia") è un genere estinto di pterosauro di piccole dimensioni vissuto nel Giurassico superiore, circa 155.7 milioni di anni fa (Oxfordiano-Kimmeridgiano), in quella che oggi è la Formazione Karabastau, nel Kazakistan.
Il genere venne nominato nel 1971 da Aleksandr Grigorevich Sharov. Il genere contiene una singola specie, ossia S. pilosus. Il nome del genere viene dal latino e significa "sporcizia" o "feccia", un riferimento agli spiriti maligni nel folclore locale. Il nome specifico, pilosus, viene sempre dal latino e significa "peloso"; nonostante il fatto che i sordes siano spiriti femminili, il nome specifico non è ancora stato modificato in pilosa.

## Descrizione

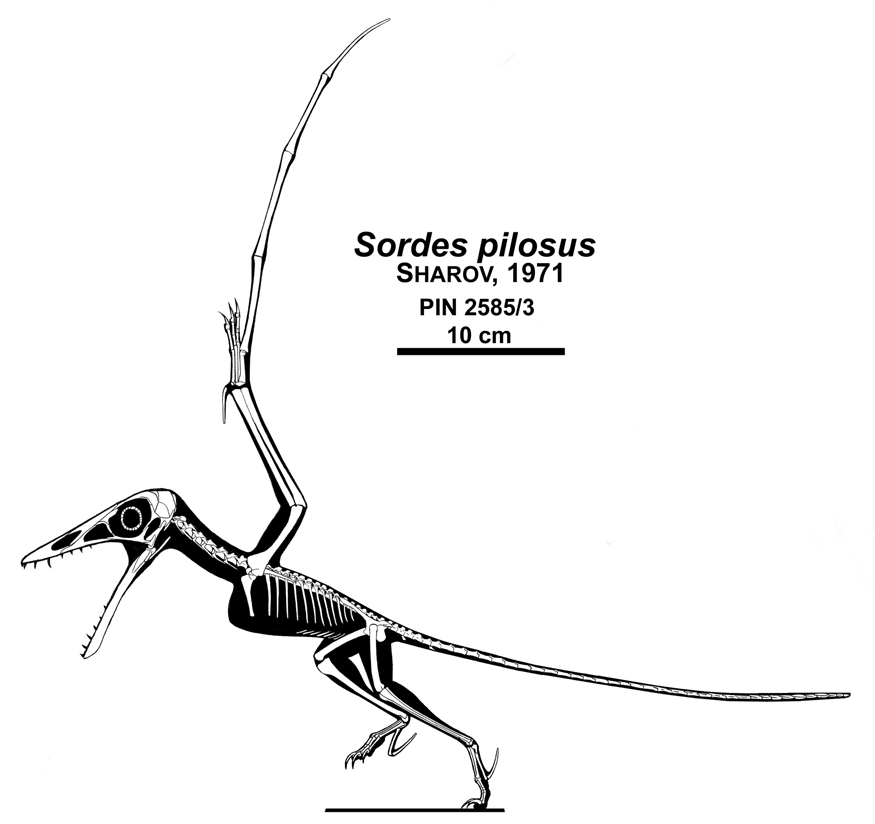
Ricostruzione scheletrica di S. pilosus; olotipo PIN 2585/3

Sordes era uno pterosauro di piccole dimensioni, con un'apertura alare di 0,65 metri (2 piedi). Le ali erano relativamente corte, rispetto al corpo. Secondo Sharov e Unwin, Sordes aveva membrane alari attaccate alle gambe, ed una membrana aggiuntiva tra le gambe. Il collo era corto, e la testa vagamente triangolare. La coda era molto lunga, rappresentando più della metà della sua lunghezza totale, alla cui fine era presente una sorta di cresta allungata di tessuti molli, che funzionava da "timone" per l'animale durante il volo.

### Scheletro
L'animale possedeva una testa snella, non rotonda, con mascelle appuntite e moderatamente lunghe. Il cranio era lungo circa 8 centimetri. A differenza di molti pterosauri, non aveva una cresta cranica. I denti nella metà anteriore delle fauci sono grandi e appuntiti, utili per afferrare le prede. I denti nella metà posteriore, invece, sono molto piccoli e più numerosi di quelli della parte anteriore, suggerendo che fossero più adatti a schiacciare. Insieme, questi due tipi di denti indicano una specializzazione di Sordes nel catturare prede sfuggenti, e difficili da mangiare. È probabile quindi che la dieta dell'animale consistesse in invertebrati dall'esoscheletro duro, o anfibi scivolosi da catturare e che quindi richiesto denti appuntiti per trattenere la preda prima di deglutirla.

### Picnofibre

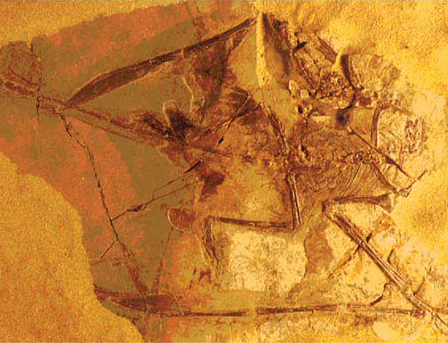
Esemplare olotipo

Il fossile di Sordes mostra resti di parti molli, come le membrane alari e filamenti simili a capelli. La scoperta di queste strutture filamentose, fu la prima prova inequivocabile che gli pterosauri avessero uno strato di filamenti simili a peli che copriva il loro corpo, in seguito chiamati picnofibre. Le picnofibre agivano da isolante, un'indicazione che gli pterosauri erano a sangue caldo e fornivano un profilo di volo aerodinamico. Le picnofibre sono presenti in due tipi principali: più lunghe nella parte estrema della membrana dell'ala e più corti vicino al corpo. Negli anni '90, David Unwin sostenne che entrambi i tipi non erano essenzialmente peli, ma rinforzi delle fibre delle membrane alari. Tuttavia, lo stesso Unwin sottolineò che "i capelli" sotto forma di picnofibre erano effettivamente presenti sul corpo, dopo la scoperta di nuovi esemplari che ne mostravano chiaramente la presenza. Nel 2018, la scoperta di due anurognathidi ha dimostrato che le picnofibre degli pterosauri erano estremamente simili alle piume presenti nei dinosauri. Se le strutture ritrovate in entrambi i gruppi fossero omologhe ciò significherebbe che le piume si evolvettero già nell'antenato comune tra pterosauri e dinosauri, alla base di Avemetatarsalia.

## Classificazione

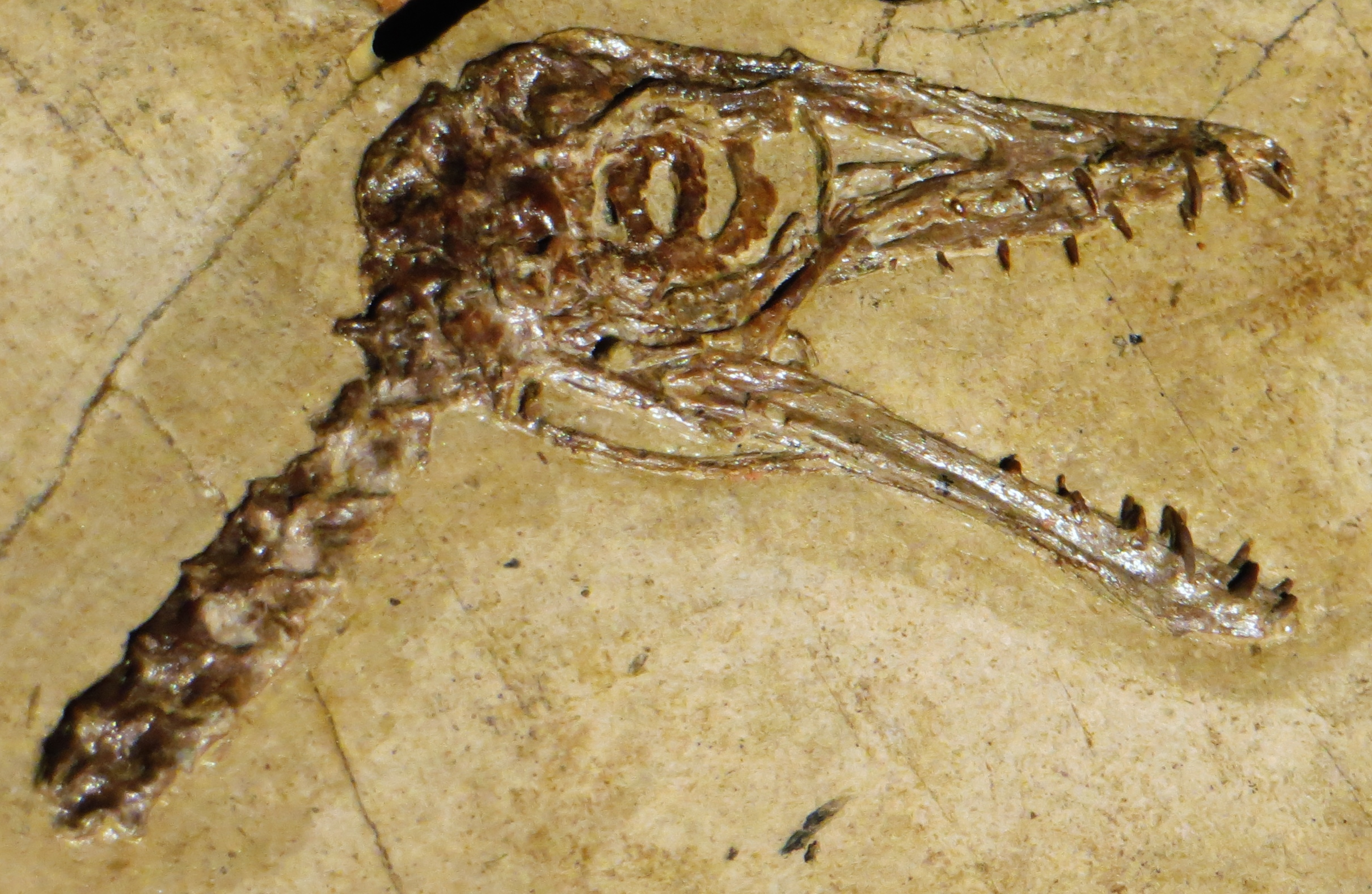
Cranio fossile

Sordes venne assegnato alla famiglia Rhamphorhynchidae. Questi furono tra i primi pterosauri, evolvendosi nel Triassico superiore e sopravvissero fino al Giurassico superiore. Secondo Unwin, all'interno dei Rhamphorhynchidae, Sordes apparteneva alla sottofamiglia Scaphognathinae. Altri ricercatori, tuttavia, come Alexander Kellner e Lü Junchang, hanno mostrato analisi cladistiche che dimostrano che Sordes era molto più basale, e non faceva parte dei ramphorhynchidi.

## Scoperta
Il genere Sordes è basato sull'olotipo PIN 2585/3, uno scheletro relativamente completo schiacciato su una lastra. Il fossile venne ritrovato negli anni '60 ai piedi di Karatau, nel Kazakistan.
Sharov aveva già indicato un paratipo o un secondo esemplare: PIN 2470/1, uno scheletro abbastanza completo compresso su di una lastra. Nel 2003 sono stati scoperti altri sei esemplari.

## Paleobiologia
Sordes visse circa 155.7 milioni di anni fa, durante il Giurassico superiore, in quella che oggi è la Formazione Karabastau, nel Kazakistan. Sordes condivideva il suo habitat con altro pterosauro, l'anurognathide Batrachognathus, nonché con il crocodylomorfo atoposauride Karatausuchus, la primitiva salamandra Karaurus, insieme ad alcuni insetti ed invertebrati. Probabilmente proprio quest'ultimi e altri piccoli animali costituivano la dieta dell'animale.